# Сычёва, Ольга Михайловна
О́льга Миха́йловна Сычёва (род. 1 апреля 1971) — российская футболистка, защитница. Мастер спорта России (1993).

## Биография
Выступала за воронежскую «Энергию» в высшей лиге России с 1992 по 1996 годы, сыграла 83 матча и забила 5 голов. Чемпионка России 1995 года, обладательница (1993, 1995, 1996) и финалистка (1994) Кубка России.